# Wiktor Trojanowski

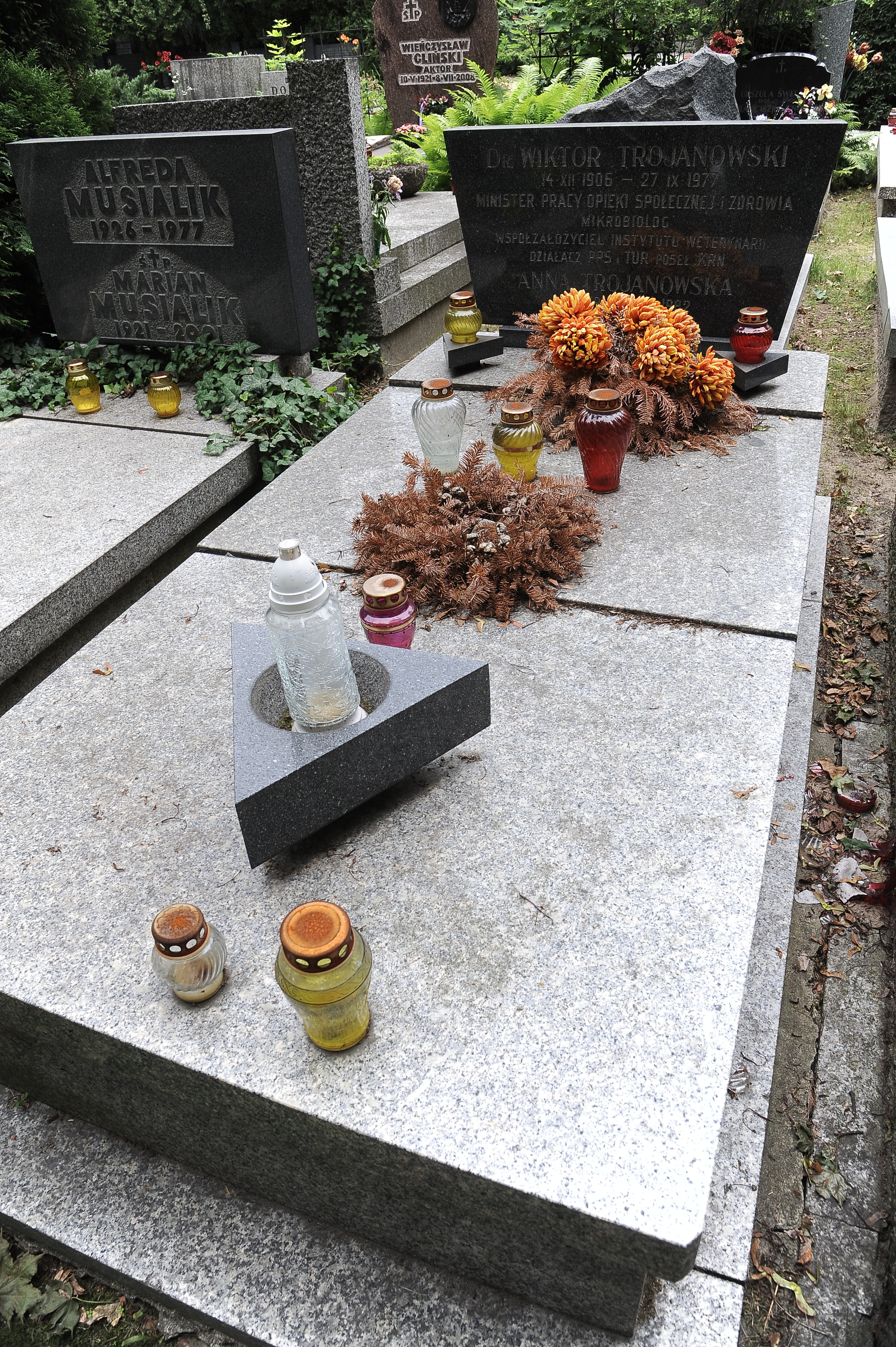
Grób Wiktora Trojanowskiego na cmentarzu Wojskowym na Powązkach

Wiktor Trojanowski (ur. 14 grudnia 1906, zm. 27 września 1977) – lekarz weterynarii, polityk.

## Życiorys
Podczas okupacji niemieckiej pracował jako weterynarz okręgowy w Pacanowie.
Od 31 grudnia 1944 do 11 kwietnia 1945 był ministrem pracy, opieki społecznej i zdrowia, a następnie – do 28 czerwca 1945 – był ministrem pracy i opieki społecznej w rządzie Edwarda Osóbki-Morawskiego.
W latach 1944–1947 był posłem do KRN. Po likwidacji Państwowej Rady Weterynaryjnej w 1947 pełnił funkcję dyrektora Departamentu Weterynarii.
Od 1936 należał do PPS, a od 1948 do PZPR.
Pochowany na cmentarzu Wojskowym na Powązkach w Warszawie (kwatera B35-4-5).

## Odznaczenia
- Medal za Warszawę 1939–1945 (17 stycznia 1946)[3]